# It Will Not Come Back
It Will Not Come Back – drugi album studyjny zespołu Kruk wydany nakładem Metal Mind Productions. Wydawnictwo ukazało się 6 czerwca 2011. Album ten jest powszechnie uważany za najlepszy w karierze zespołu przez fanów. W składzie Kruka zadebiutował na nim basista Krzysztof Nowak, który gra z zespołem do dziś.

## Lista utworów
1. "Intro"
2. "Now When You Cry"
3. "In Reverie"
4. "Imagination"
5. "Embrace Your Silence"
6. "Forever"
7. "Here On Earth"
8. "Cold Wall"
9. "Every Night"
10. "It Will Not Come Back"
11. "Simply The Best" (bonus track, cover Tiny Turner)

Źródło:

## Personel
- Piotr Brzychcy – gitara;
- Tomasz Wiśniewski – wokal;
- Krzysztof Walczyk – instrumenty klawiszowe;
- Krzysztof Nowak – gitara basowa;
- Dariusz Nawara – perkusja

### Gościnnie
- Doogie White – wokal (3);
- Piotr Kupicha – wokal (11)